# Новогригорівка (Вознесенська міська громада)
Новогриго́рівка — село в Україні, у Вознесенській міській громаді Вознесенського району Миколаївської області. Населення становить 1039 осіб.

## Населення

### Мова
Розподіл населення за рідною мовою за даними перепису 2001 року:
| Мова            | Кількість | Відсоток |
| --------------- | --------- | -------- |
| українська      | 957       | 92.11%   |
| російська       | 51        | 4.91%    |
| румунська       | 27        | 2.60%    |
| болгарська      | 1         | 0.10%    |
| інші/не вказали | 3         | 0.28%    |
| Усього          | 1039      | 100%     |